# Nowodariwka
Nowodariwka (ukr. Новодарівка) – wieś na Ukrainie, w obwodzie zaporoskim, w rejonie połohowskim. W 2021 liczyła 5 mieszkańców.